# Continuum (album)
Denna artikel handlar om ett musikalbum. För andra betydelser, se Continuum.
Continuum är singer-songwritern John Mayers tredje studioalbum, utgivet i september 2006. Det har blivit nominerat för tre Grammys (Album of the Year, Best Pop Vocal Album och Best Male Pop Vocal Performance - "Waiting On The World To Change").
Den 23 augusti spelades hela albumet på Los Angeles-radion "STAR 98.7", med segment som Mayer själv presenterade. Han meddelade offentligt flera gånger att detta skulle hända på sin hemsida och genom flera framträdanden i media, bland annat med "tjuvkik" så som ett liveframträdande för AOL Music Sessions.
"With any trilogy, the third in the series blows it open."
- John Mayer om Continuum

## Låtlista
1. "Waiting on the World to Change" (John Mayer) - 3:21
2. "I Don't Trust Myself (With Loving You)" (John Mayer) - 4:52
3. "Belief" (John Mayer) - 4:02
4. "Gravity" (John Mayer) - 4:05
5. "The Heart of Life" (John Mayer) - 3:19
6. "Vultures" (Steve Jordan, John Mayer, Pino Palladino) - 4:11
7. "Stop This Train" (John Mayer) - 4:45
8. "Slow Dancing in a Burning Room" (John Mayer) - 4:02
9. "Bold as Love" (Jimi Hendrix) - 4:18
10. "Dreaming with a Broken Heart" (John Mayer) - 4:07
11. "In Repair" (Charlie Hunter, John Mayer) - 6:09
12. "I'm Gonna Find Another You" (John Mayer) - 2:43